# Lubomirka
Lubomirka [pronunciación en polaco: /lubɔˈmirka/] es un pueblo ubicado en el distrito administrativo de Gmina Wilków, dentro del condado de Opole Lubelskie, voivodato de Lublin, en el este de Polonia. Se encuentra a unos 4 kilómetros al suroeste de Wilków, a 13 kilómetros al noroeste de Opole Lubelskie, y a 51 kilómetros al oeste de la capital regional Lublin.[cita requerida]